# 바라카
바라카(아랍어: بركة)는 아랍인의 주력관념(呪力觀念)이다.
이슬람 이전에는 이 비인격적이고 불가시적(不可視的)이며 방산적(放散的) 에네르기가 신성한 사물로부터 발해져서 번영·번식을 가져다준다는 신앙이 있었다. 이러한 힘은 목장, 성스러운 장소, 성스러운 나무, 성스러운 돌, 성스러운 샘이나 토템 동물에 유숙한다고 생각되었다.
이슬람교는 신성관을 알라의 지배 밑에 합리화시키며 바라카를 지상과의 관계로부터 단절시키고 이를 하늘과 결부시켰다. 이것은 알라가 주는 축복의 힘이 되어 선택받은 사람에게 주어지는 은혜라고 하였다. 이것은 《꾸란》에서 "신은 근원을 발생케 하는 은혜를 주는 힘이며, 물질의 세계에 풍요와 번영과 정신의 행복을 가져다 준다"는 것을 의미하고 있다. 이슬람 교도는 바라카를 발하는 것으로서 《꾸란》의 글, 예언자, 성자의 인격을 들고, 특히 무함마드와 그 자손은 바라카의 힘을 갖는 것으로 되어 있다. '시아파'에서는 '이맘'과 그 자손에 바라카를 인정하고 있다. 일반 신도는 이들 성자(聖者)의 묘에 접하면 바라카를 전해받을 수 있으며 힘을 얻게 된다고 하였다. 이슬람의 민간신앙은 이 바라카 관념이 기초로 되어 있다.

## 같이 보기
- 마나 (동음이의)
- 누멘